# Phymatocarpus maxwellii
Phymatocarpus maxwellii är en myrtenväxtart som beskrevs av Ferdinand von Mueller. Phymatocarpus maxwellii ingår i släktet Phymatocarpus och familjen myrtenväxter. Inga underarter finns listade i Catalogue of Life.